# إرنست شتولنجر
إرنست شتولنجر (بالألمانية: Ernst Stuhlinger) (19 ديسمبر 1913 - 25 مايو 2008) كان عالم صواريخ وكهرباء وطاقة نووية ألمانيًّا-أمريكيًّا. بعد نقله إلى الولايات المتحدة في إطار عملية مشبك الورق، طور أنظمة توجيه للصواريخ ضمن فريق فيرنر فون براون لصالح جيش الولايات المتحدة، وأصبح لاحقًا عالمًا في ناسا. أسهم إسهامًا رئيسيًّا في تطوير المحرك الأيوني المستخدم في رحلات الفضاء طويلة المدة، كما طور عددًا من التجارب العلمية.

## الحياة
وُلد شتولنجر في نيدرإمباخ (الآن جزء من كرجلنجن)، فوتمبرج، في ألمانيا. بعمر 23 نال الدكتوراه في الفيزياء من جامعة توبنجن في 1936، وعمل بالاشتراك مع أوتو هاكسل وهانز بته ومشرف الدكتوراه هانز جايجر. من 1939 إلى 1941، عمل في برلين على موضوعات الأشعة الكونية والفيزياء النووية بصفة مساعد بروفيسور في معهد برلين للتقنية حيث طور معدات مبتكرة للقياسات النووية.
بالرغم مما بدى منه من تميز علمي، فقد جُند إلزاميًّا في الجيش الألماني عام 1941 وأرسل إلى الجبهة الروسية، حيث أصيب بجروح خلال معركة موسكو. بعد ذلك كان حاضرًا في معركة ستالينجراد وكان من القلائل من وحدته الذين نجوا. عند عودته للأراضي الألمانية في 1943، كُلف بالالتحاق بمركز تطوير الصواريخ في بينامونده حيث انضم إلى فريق فيرنر فون براون. وحتى نهاية الحرب عمل على أنظمة التوجيه. في 1954، أسهم في تأسيس الجمعية الفلكية لمدينة الصواريخ (التي سُميت لاحقًا جمعية فيرنر فون براون الفلكية)، وشغل منصب واحد من المديرين الأوائل للمرصد الذي أقيم في متنزه مونت سانو.

## في الولايات المتحدة
كان شتولنجر واحدًا من 126 عالمًا هاجروا إلى الولايات المتحدة مع فيرنر فون براون بعد نهاية الحرب العالمية الثانية في إطار عملية مشبك الورق. فيما بين 1945 و1950 عمل على أنظمة التوجيه لصواريخ جيش الولايات المتحدة في فورت بليس، تكساس في 1950، نُقل فيرنر فون براون وفريقه إلى ردستون أرسنال في هنتسفل، ألاباما. في العقد التالي، استمر فيرير فون براون وفريقه ومن ضمنهم شتولنجر بالعمل على صواريخ الجيش الأمريكي، لكنهم أيضًا وجهوا بعضًا من جهدهم نحو بناء قدرات في مجال رحلات الفضاء. أصبح شتولنجر أخيرًا مديرًا لقسم مشاريع الأبحاث المتقدمة في وكالة الجيش للصواريخ البالستية. في 14 أبريل 1955، نال الجنسية الأمريكية إلى جانب عدد من الخبراء والعلماء الآخرين الذين قدموا للولايات المتحدة عبر عملية مشبك الورق.